# Renée de Bourbon-Montpensier
Renée de Bourbon-Montpensier, née en 1494, morte le 26 mai 1539 à Nancy, fut dame de Mercœur et par mariage duchesse de Lorraine et de Bar. Elle était fille de Gilbert de Bourbon, comte de Montpensier, et de Claire de Mantoue, et sœur du connétable de Bourbon.
Elle épousa en 1515 Antoine II, duc de Lorraine et duc de Bar (1489 † 1544), et eut pour enfants :
- François Ier (1517 † 1545), duc de Lorraine et de Bar, épouse en 1541 Christine de Danemark (1521-1590) d'où postérité,
- Anne (1522 † 1568), mariée en 1540 à René de Chalons, prince d'Orange (1519 † 1544), puis en 1548 à Philippe II (1496 † 1549) duc de Croy-Aerschot
- Nicolas (1524 † 1577), Evêque de Toul, Metz et Verdun puis comte de Vaudémont et seigneur puis duc de Mercœur, épouse en 1548 Marguerite d'Egmont (1517-1554) puis en 1555 Jeanne de Savoie-Nemours (1532-1568) puis en 1569 Catherine de Lorraine-Aumale (1550-1606) d'où postérité de ces trois mariages,
- Jean (1526 † 1532)
- Antoine (1528 † jeune)
- Élisabeth (1530 † jeune)

Le lit d'Antoine de Lorraine et de Renée de Bourbon-Montpenser qui pourrait avoir été exécuté pour leur mariage en 1515, est un « exemple unique de lit d'apparat du XVIe siècle parvenu à nos jours ». Le châlit (ou « bois de lit »), monté en « lit à quenouilles » depuis le XIXe siècle et plus récemment garni de courtines, est exposé au musée national de la Renaissance, à Écouen.

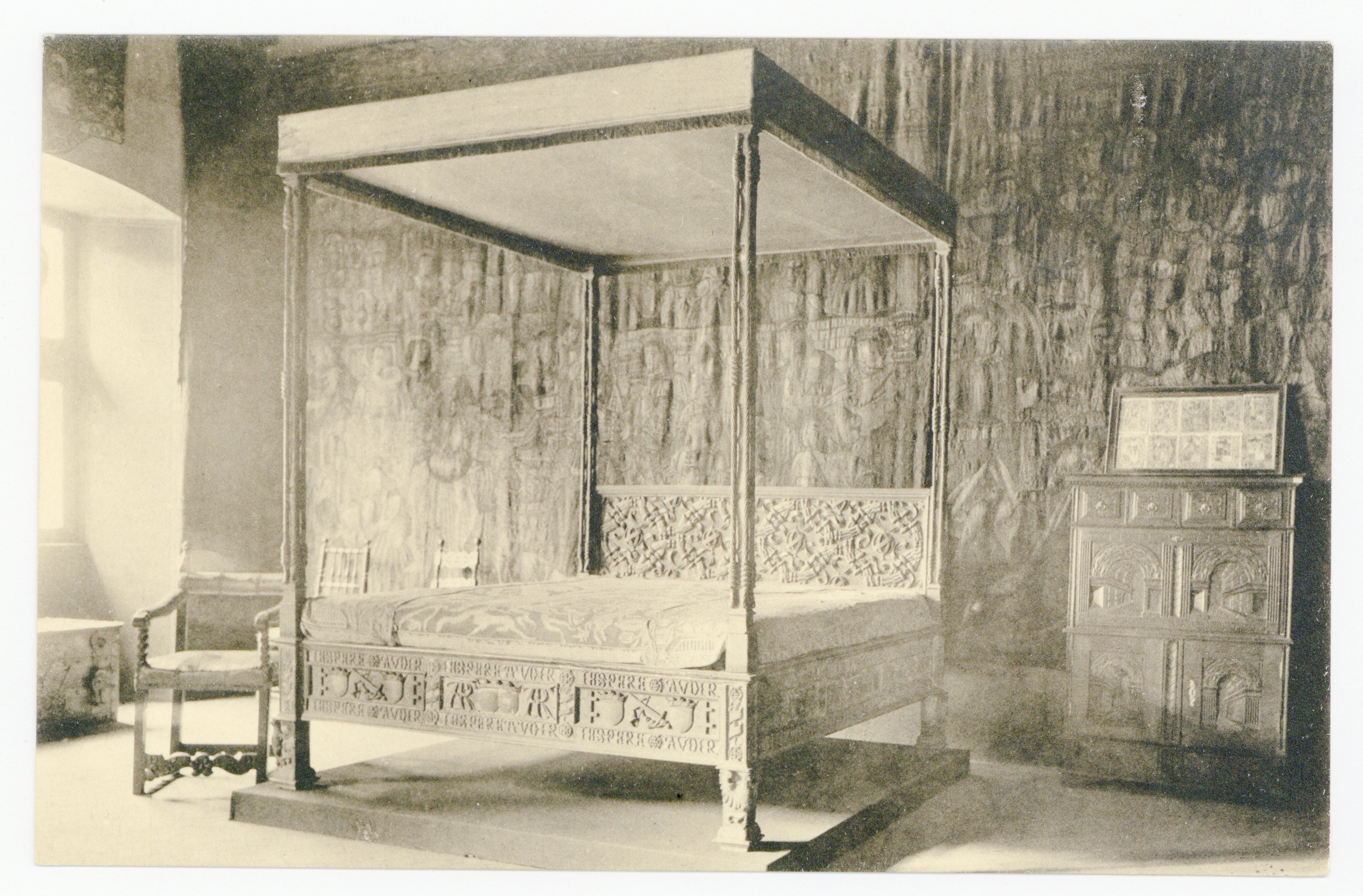
Lit d'Antoine de Lorraine, bois de lit sculpté, peint et doré, XVIe siècle, Mobilier national, déposé au Musée lorrain, à Nancy. Carte postale du premier tiers du XXe siècle.

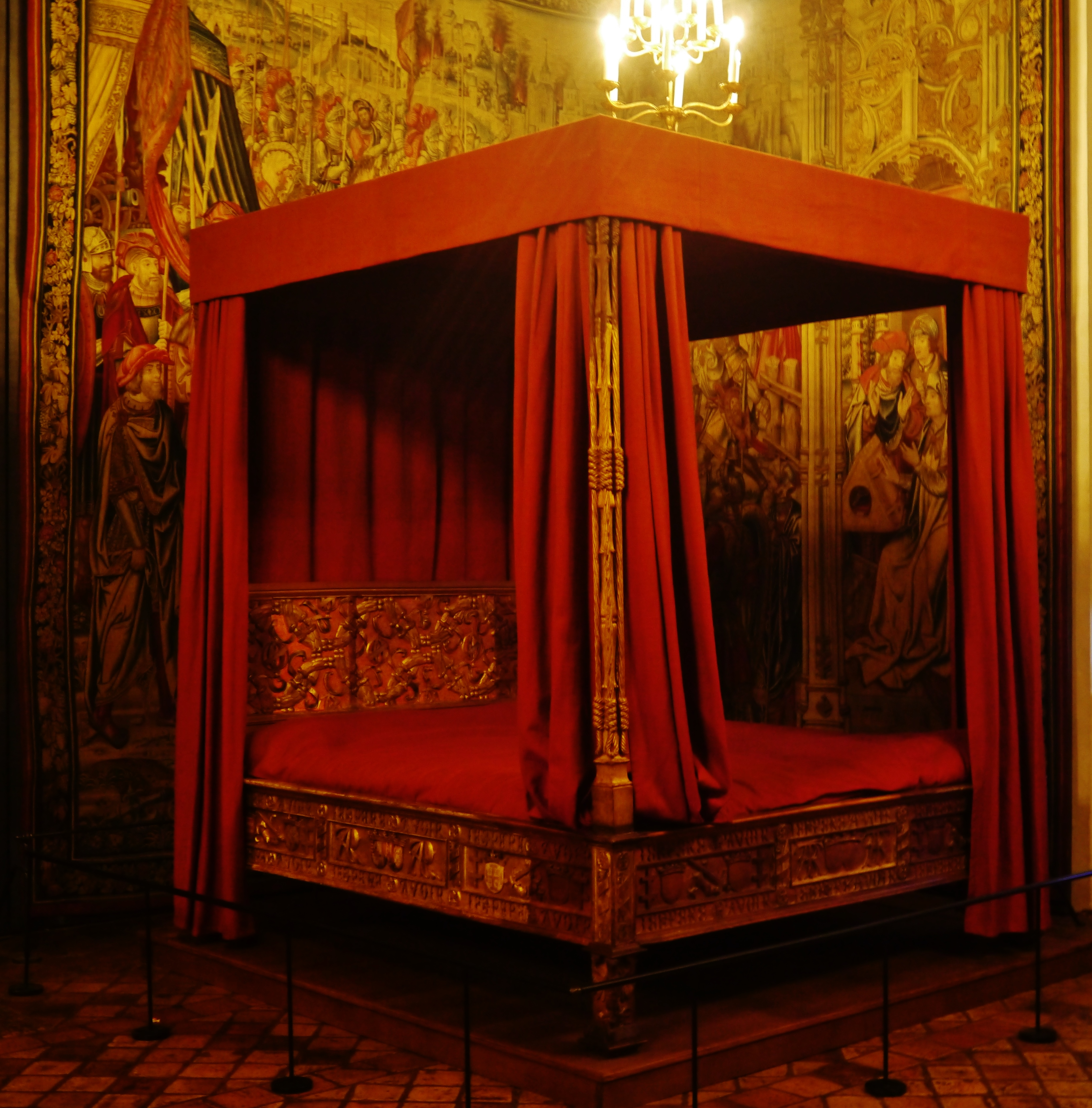
Lit d'Antoine de Lorraine et de son épouse Renée de Bourbon-Montpensier garni de tentures modernes, exposé à Écouen au musée national de la Renaissance (prêt du Musée lorrain).